# Vandskiløb
Vandskiløb er en sport, der som navnet antyder drejer sig om at stå på ski på vand. Vandskiløberen trækkes af en speedbåd eller af et kabel og kan derved opnå stor fart.

## Sportens historie
Amerikaneren Ralph Samuelson krediteres normalt for at være den første vandskiløber, da han i 1922 bandt to brædder til sine fødder og tog fat i et reb bundet fast i en båd. To år senere var amerikaneren Katherine Lomerson den første kvinde, der gjorde noget tilsvarende. I starten blev aktiviteten ikke dyrket som sport, men som underholdning. 

## Discipliner
Inden for vandskiløb findes der blandt andet nedennævnte discipliner. Slalom og hop er de to mest udbredte discipliner, og der kåres mestre på nationalt og internationalt plan.

### Slalom
I denne disciplin skal løberen på én ski passere en række bøjer (6), der skiftevis ligger til den ene og den anden side af sejlretningen. I en konkurrence gælder det om at passere dem alle uden uden at falde, og efterhånden som konkurrencen skrider frem, øges bådens hastighed og rebet til båden forkortes, så det bliver sværere at nå ud til bøjerne.

### Hop
Løberen tager tilløb og passerer en rampe, der presser ham/hende op i luften, hvorpå det så gælder om at svæve så langt som muligt, inden man igen rammer vandet. Rampen er normalt 1,50 m høj, men for eliten er den 1,65 m (kvinder) og 1,80 m (mænd). Verdensrekorden for mænd er et spring på 77,4 m.

### Trick
Med en eller to ski skal løberen lave så mange tricks som muligt og får point efter sværhedsgrad og udførelse. Løberen har to forløb på hver 20 sekunder til at gennemføre sit program.

### Wakeboard
Disciplinen minder om snowboard i sne, og der laves en række figurer.

## Vandskiløb i Danmark
Dansk vandskiløb er organiseret i Dansk Vandski & Wakeboard Forbund, der har cirka 2.000 medlemmer fordelt på 23 klubber.

## Internationale forhold
Det første VM i vandskiløb blev afholdt i 1949 i Frankrig. Det afholdes almindeligvis hvert andet år. I de senere år er der kommet pæne pengepræmier i sporten, og der afholdes professionelle turneringer. En world cup turnering er også kommet til, hvilket er med til at give sportens elite flere konkurrencer. 
Det internationale forbund er International Water Ski Federation (IWSF), der blandt andet fastsætter regler for sporten og arrangerer VM med mere.
Blandt de internationale topnavne finder man:

### Slalom, mænd
- Andy Mapple, Storbritannien
- Chris Parrish, USA
- Jeff Rodgers, USA

### Hop, mænd
- Freddy Krueger, USA
- Jaret Llewellyn, Canada
- Jimmy Siemers, USA
- Igor Morozov, Rusland

### Trick, mænd
- Nicolas Le Forestier, Frankrig

### Slalom, kvinder
- Emma Sheers, Australien
- Karen Truelove, USA

### Hop, kvinder
- Angeliki Andriopopoulou, Grækenland
- Elena Milakova, Rusland
- Emma Sheers, Australien
- June Fladborg, Danmark
- Maj Lund Jepsen, Danmark

### Trick, kvinder
- Elena Milakova, Rusland
- Mandy Nightingale, USA